# Alligator Hunt
Alligator Hunt es un juego de arcade Matamarcianos lanzado por la compañía española Gaelco en 1994.

## Trama
Extraterrestres de aspecto de reptil están invadiendo la tierra y depende de los soldados más valientes (skateboarding kids!) para detener la invasión y destruir la base enemiga.
Las Características de juego son similares a Cabal y Blood Bros.